# کوه آخون
کوه آخون (انگلیسی: Mount Akhun) یک کوه در سرزمین کراسنودار کشور روسیه است.